# Vivian Baker (Maskenbildnerin)
Vivian Baker ist eine US-amerikanische Maskenbildnerin. Sie wurde 2020 mit dem Oscar und 2009 mit dem Emmy geehrt.

## Leben und Werk
Bevor sie als Maskenbildnerin tätig wurde studierte Vivian Baker Psychologie.
Vivian Becker begann ihre Karriere als Makeup-Artist in der Modeindustrie. Danach folgte sie ihrem Interesse an prosthetischem Maskebilden in Film und Fernsehen.
Für die Fernsehsendung Grey Gardens musste sie Drew Barrymore glaubhaft altern lassen und den sich ändernden kosmetischen Stil über Jahrzehnte darstellen.
2020 konnte sie zusammen mit dem Maskenbildner-Team für Bombshell – Das Ende des Schweigens zahlreiche Preise und Nominierungen erhalten. Die Herausforderung war Gesichter bekannter Schauspielerinnen in die Gesichter bekannter Nachrichtensprecherinnen zu verwandeln und gleichzeitig die Änderungen des Stils der Journalistinnen aufzufangen.
Sie ist verheiratet mit einem Fotografen und Mutter zweier Töchter.

## Ehrungen und Nominierungen (Auswahl)
- Oscar: 2020 Auszeichnung für Haarstyling und Make-up mit Kazu Hiro und Anne Morgan in Bombshell – Das Ende des Schweigens (Bombshell).[6]
- Emmy Awards 2009: Sie war nominiert in den Kategorien Outstanding Makeup for a Miniseries or Movie und Outstanding Prostetic Makeup for a Series, Miniseries, Movie or Special für ihre Arbeit an Grey Gardens. Sie gewann den letztgenannten Emmy.[7]
- Make-Up Artists and Hair Stylists Guild Awards 2020: Auszeichnung für Feature Motion Picture: Best Contemporary Makeup in Bombshell – Das Ende des Schweigens mit Cristina Waltz und Richard Redlefsen. Weiterhin wurde die mit Kazu Hiro und Richard Redlefsen in der Kategorie Feature Motion Picture: Best Special Makeup Effects ausgezeichnet.[8]